# Жадани (Вінницький район)
Жадани́ (Жаданівка) — село в Україні, в Іллінецькій міській громаді Вінницького району Вінницької області. Розташоване на обох берегах річки Скибінь (притока Собу) за 15 км на південний схід від міста Іллінці та за 2 км від автошляху Р33. Населення становить 655 осіб (станом на 1 січня 2018 р.).

## Історія
1864 року за описом Лаврентія Похилевича село належало графу В. В. Потоцькому, у ньому мешкало 968 селян. Дерев'яна Параскеївська церква була побудована 1752 року з добудованою кам'яною дзвіницею, володіла 55 десятин землі.
Станом на 1885 рік у колишньому власницькому селі, центрі Жаданівської волості Липовецького повіту Київської губернії, мешкало 810 осіб, налічувалось 132 дворових господарства, існували православна церква, школа та постоялий будинок.
За переписом 1897 року кількість мешканців зросла до 1163 осіб (531 чоловічої статі та 632 — жіночої), з яких 1165 — православної віри.
12 червня 2020 року, відповідно до Розпорядження Кабінету Міністрів України № 707-р «Про визначення адміністративних центрів та затвердження територій територіальних громад Вінницької області», увійшло до складу Іллінецької міської громади.
19 липня 2020 року, в результаті адміністративно-територіальної реформи та ліквідації Іллінецького району, село увійшло до складу Вінницького району.

## Населення

### Мова
Розподіл населення за рідною мовою за даними :
| Мова       | Кількість | Відсоток |
| ---------- | --------- | -------- |
| українська | 791       | 98.51 %  |
| російська  | 12        | 1.49 %   |
| Усього     | 803       | 100 %    |

## Символіка
Затверджена 18 липня 2018 року рiшенням № 646 XXXIV сесії міської ради VIII скликання. Автори — В. М. Напиткін, К. М. Богатов, Ю. І. Весна.

### Герб
Срібний щит перетятий і напіврозтятий синьою хвилястою лінією. У першій частині червоний розширений хрест, у другій дві червоних кирки в косий хрест, у третій зелена опукла брама, облямована золотою і червоною нитяними облямівками, супроводжувана по сторонам червоним геометричним візерунком. Герб вписаний в золотий декоративний картуш і увінчаний золотою сільською короною. Унизу картуша напис «ЖАДАНИ».
Хвиляста лінія означає місце розташування села при впадінні струмка Скиба в річку Соб. Розширений козацький хрест відображає легенду про заснування села козаками, кирки символізують видобуток глини та виробництво цегли та кераміки. Нижня частина герба символізує візерунок із фасаду унікальної церкви Олександра Невського.

### Прапор
Квадратне біле полотнище поділене на дві рівновеликі горизонтальні частини синьою хвилястою лінією, верхня частина поділена на дві вертикальні синьою хвилястою лінією. На верхній древковій частині червоний розширений хрест, на верхній вільній дві червоних кирки в косий хрест, на нижній із нижнього пруга виходить зелена опукла брама, облямована жовтою і червоною нитяними облямівками, супроводжувана по сторонам червоним геометричним візерунком.

## Галерея

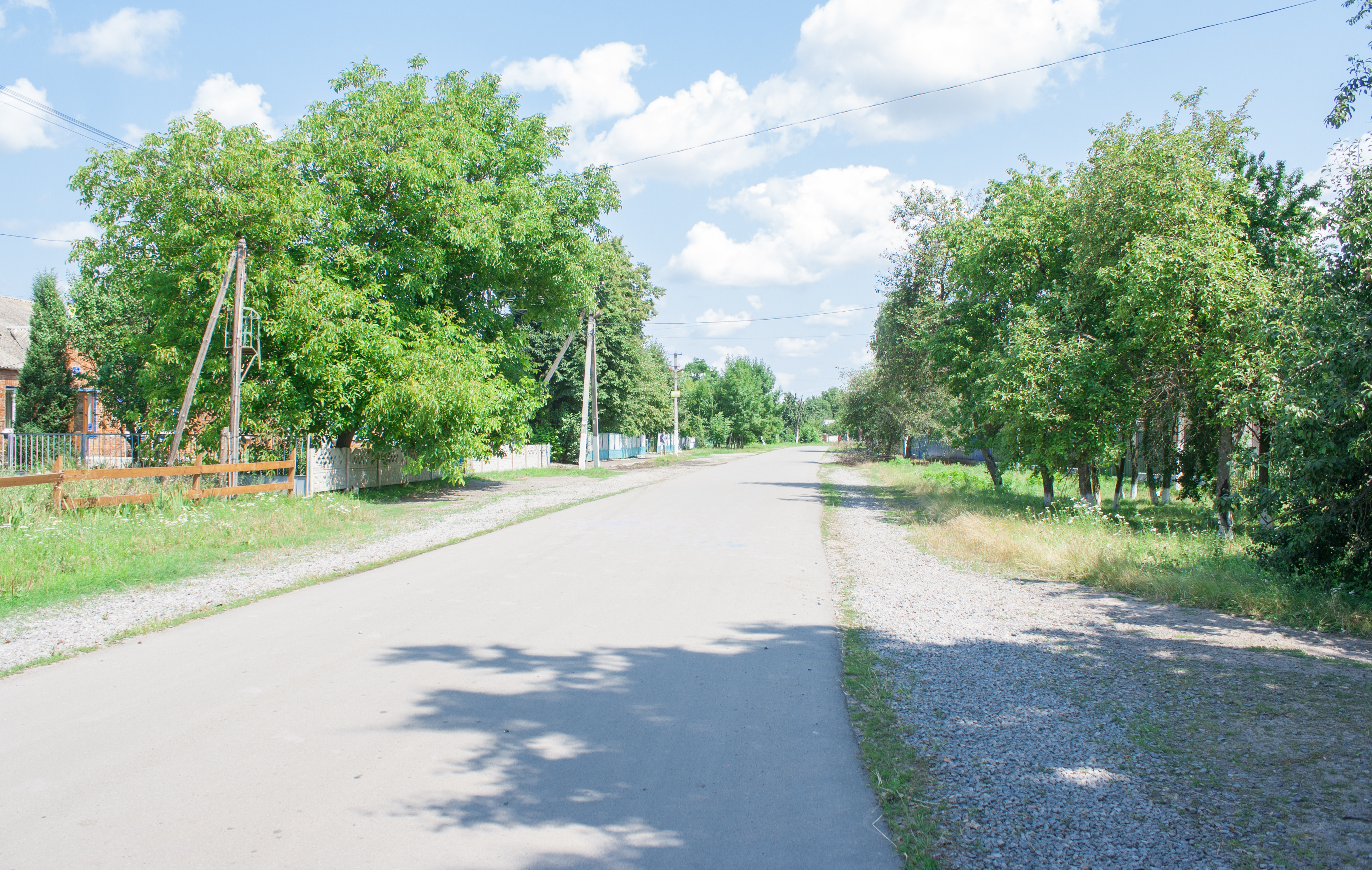
Вулиця Центральна
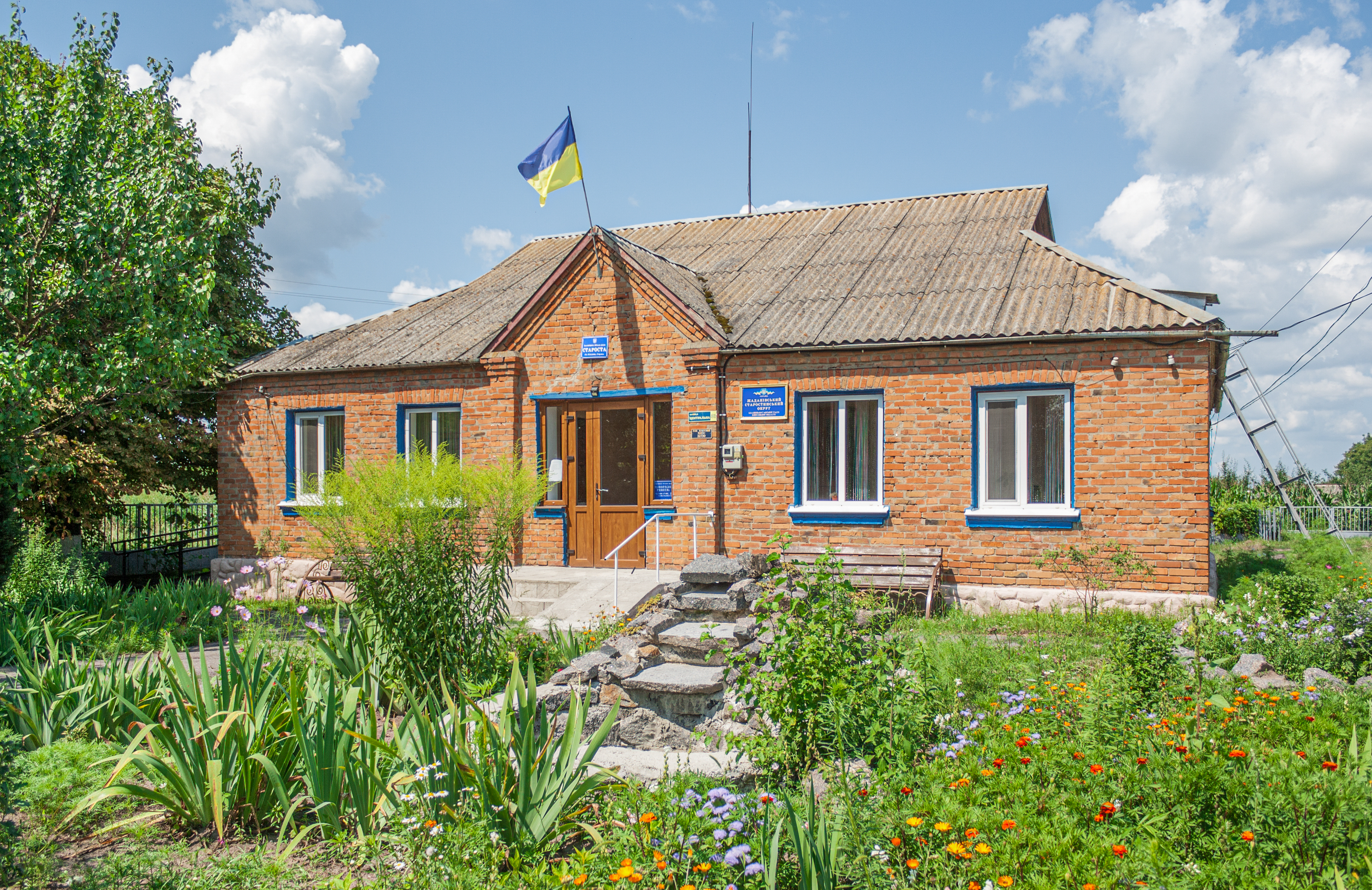
Старостинський округ
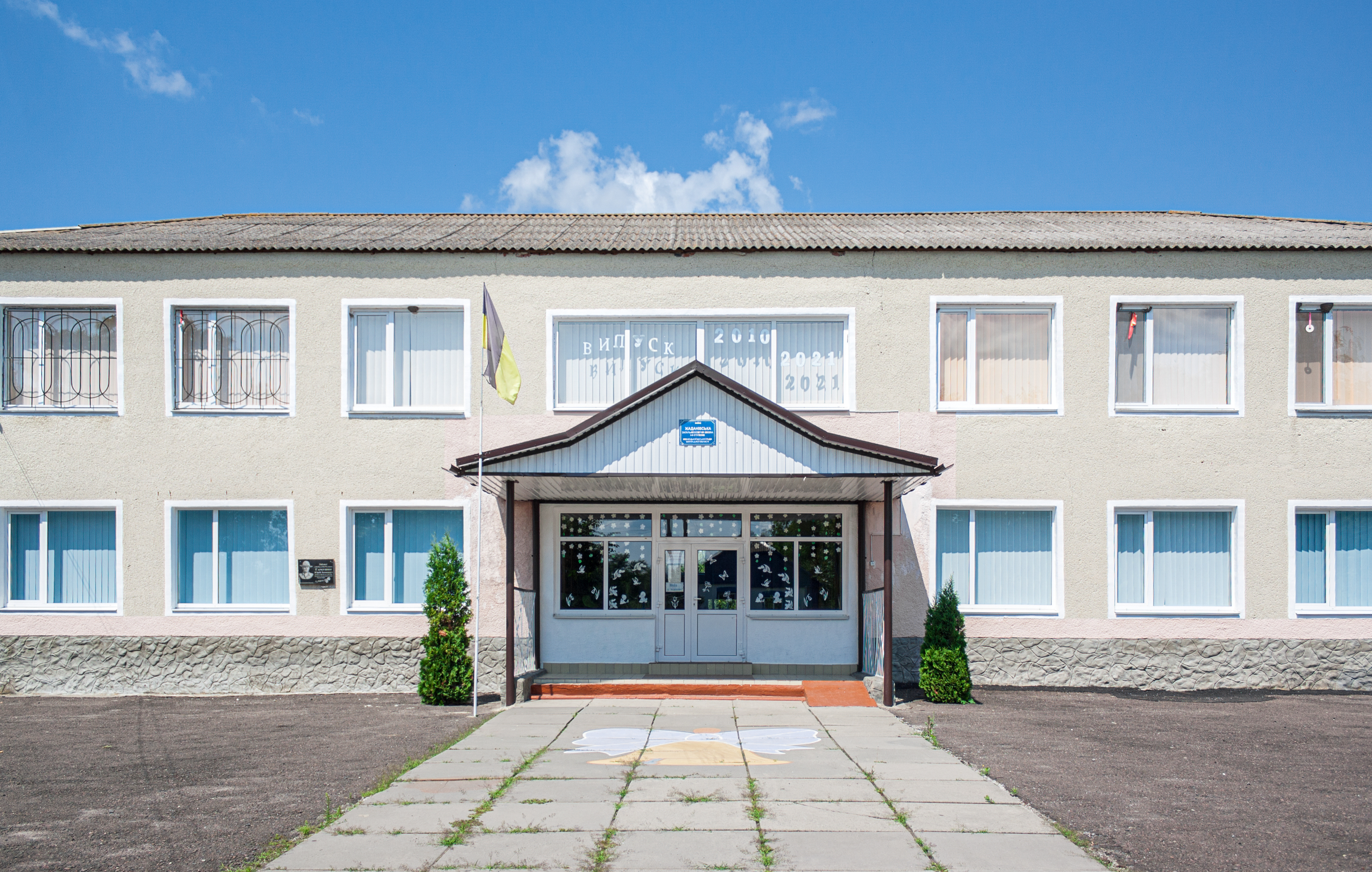
Школа
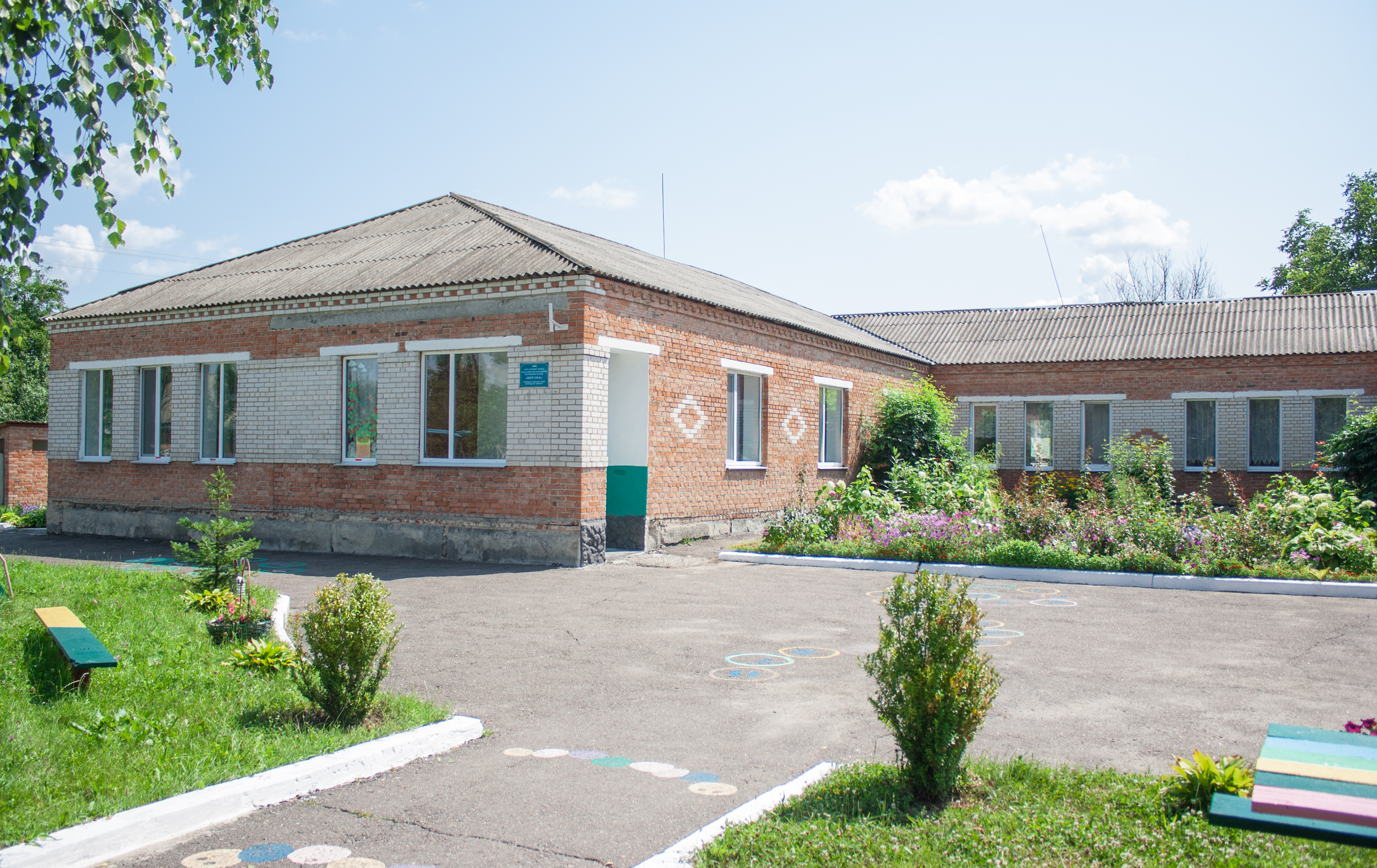
Дитсадок
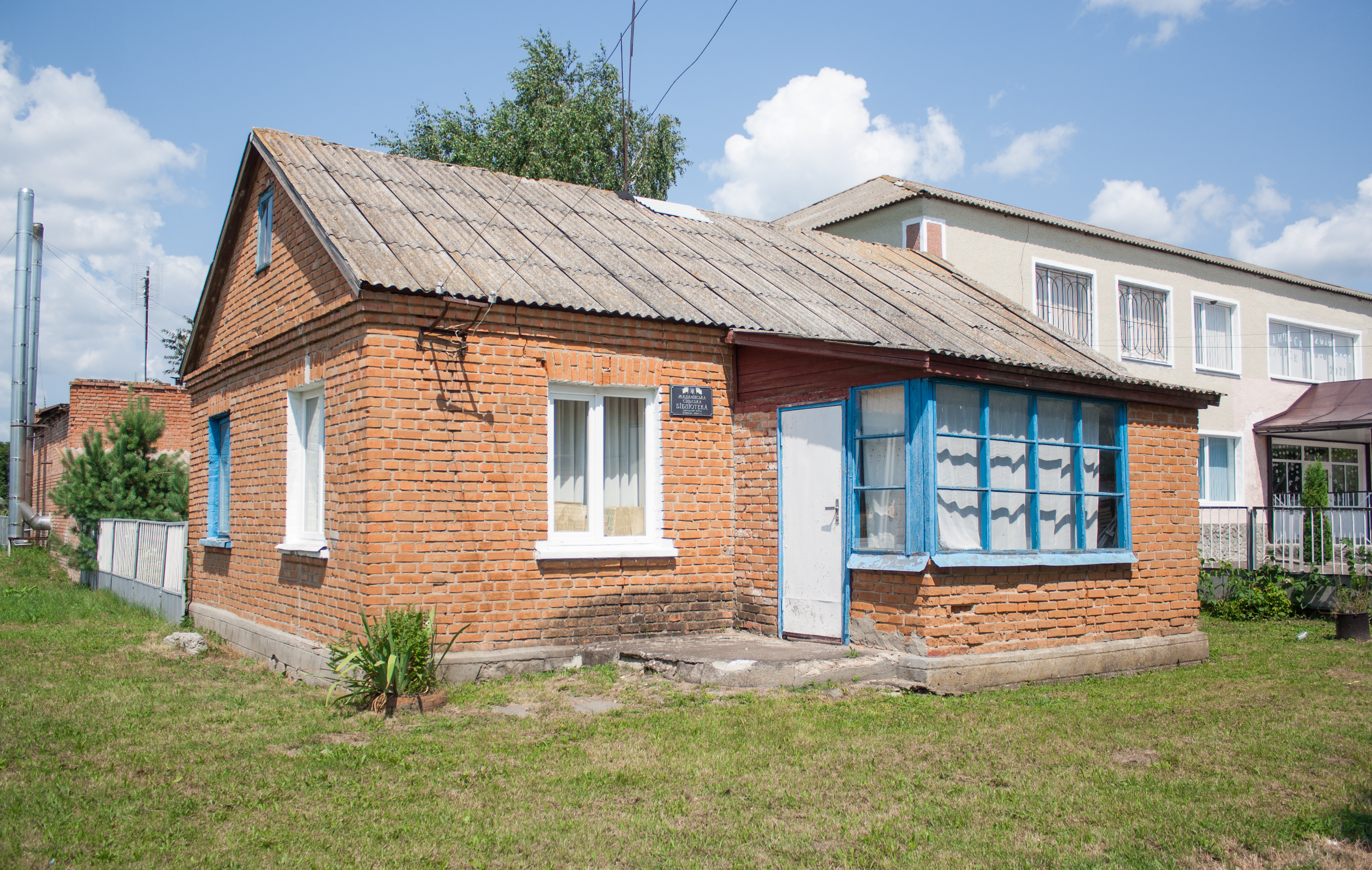
Бібліотека
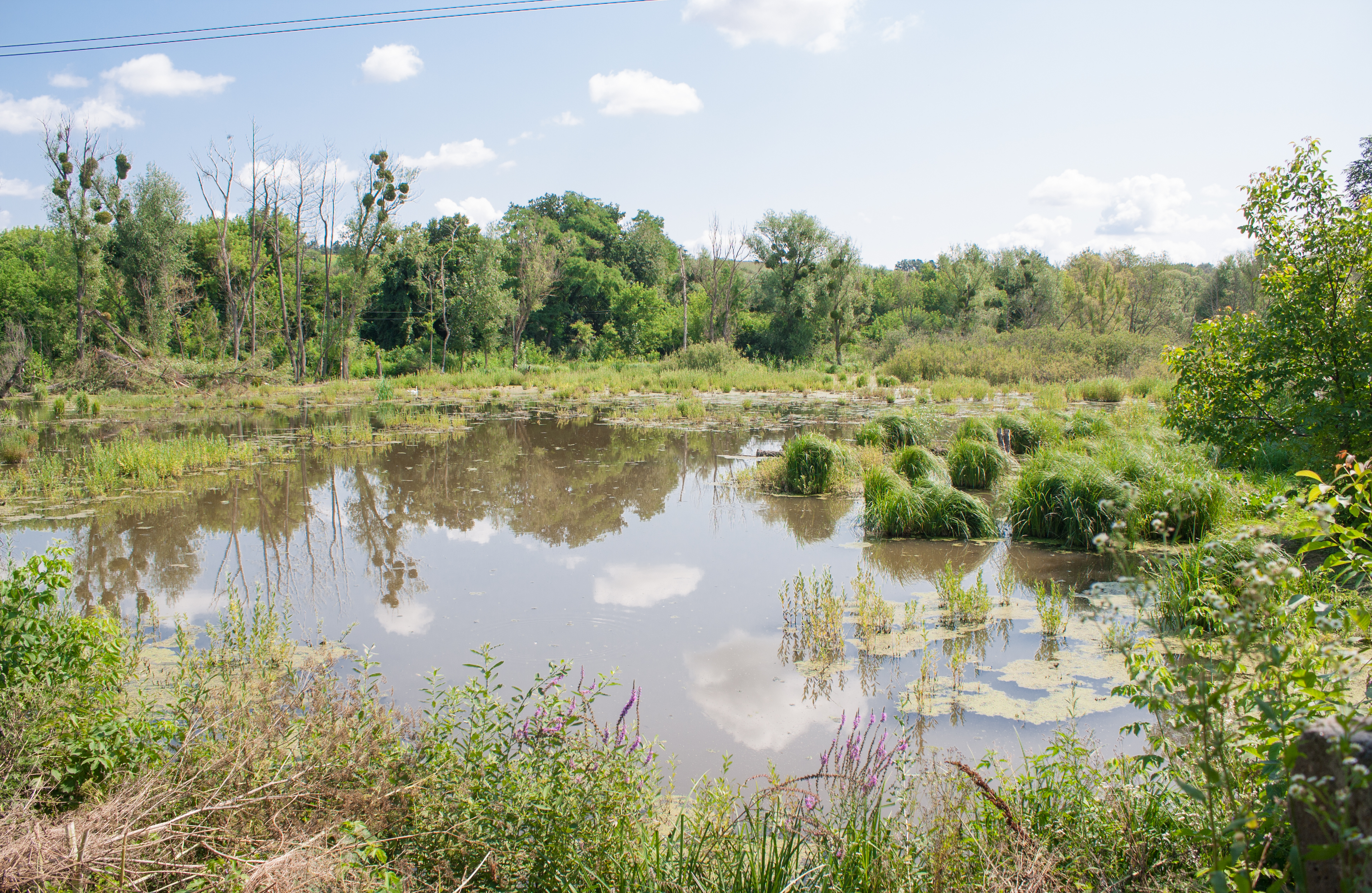
Ставок на річці Скибінь
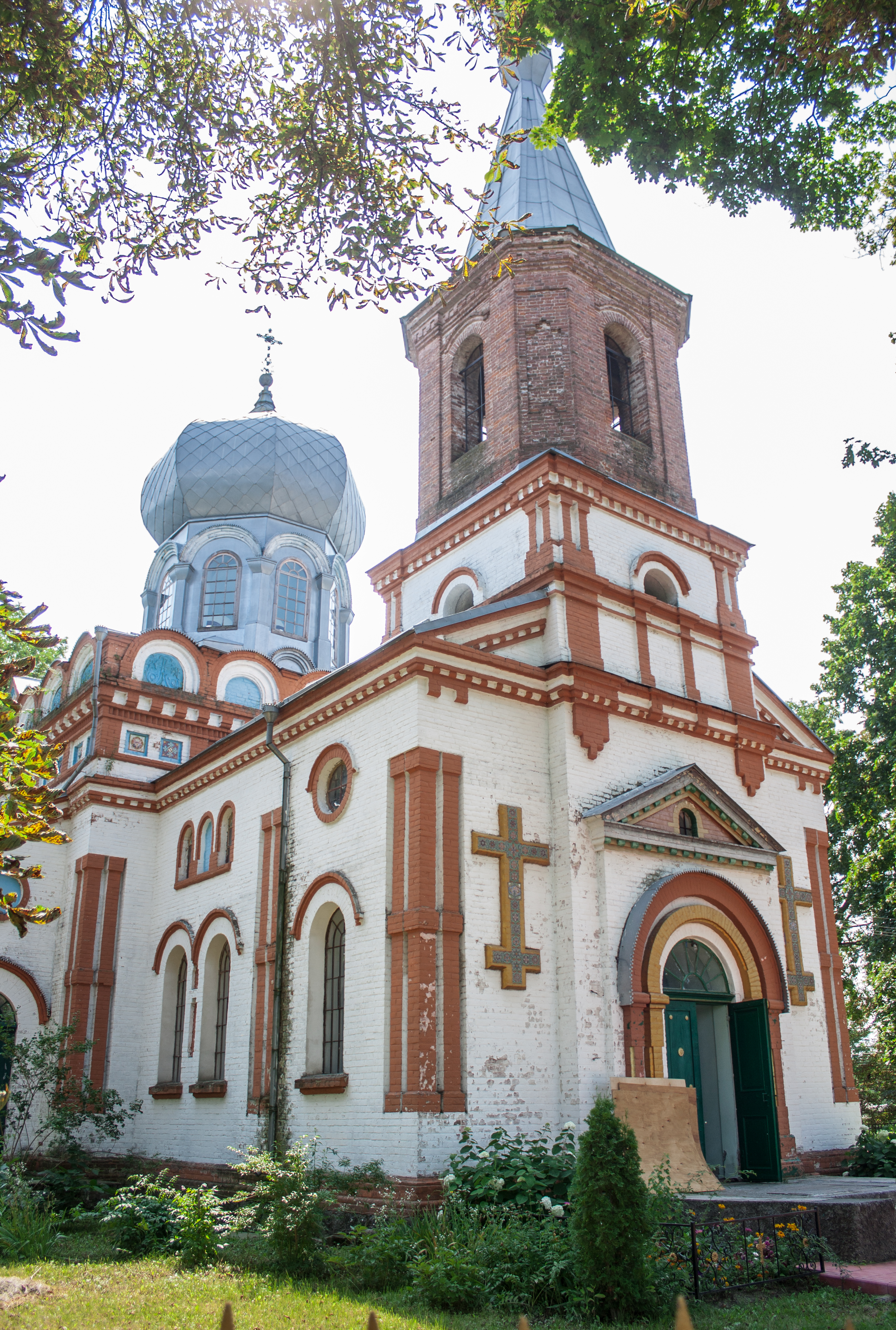
Церква Святого Олександра Невського
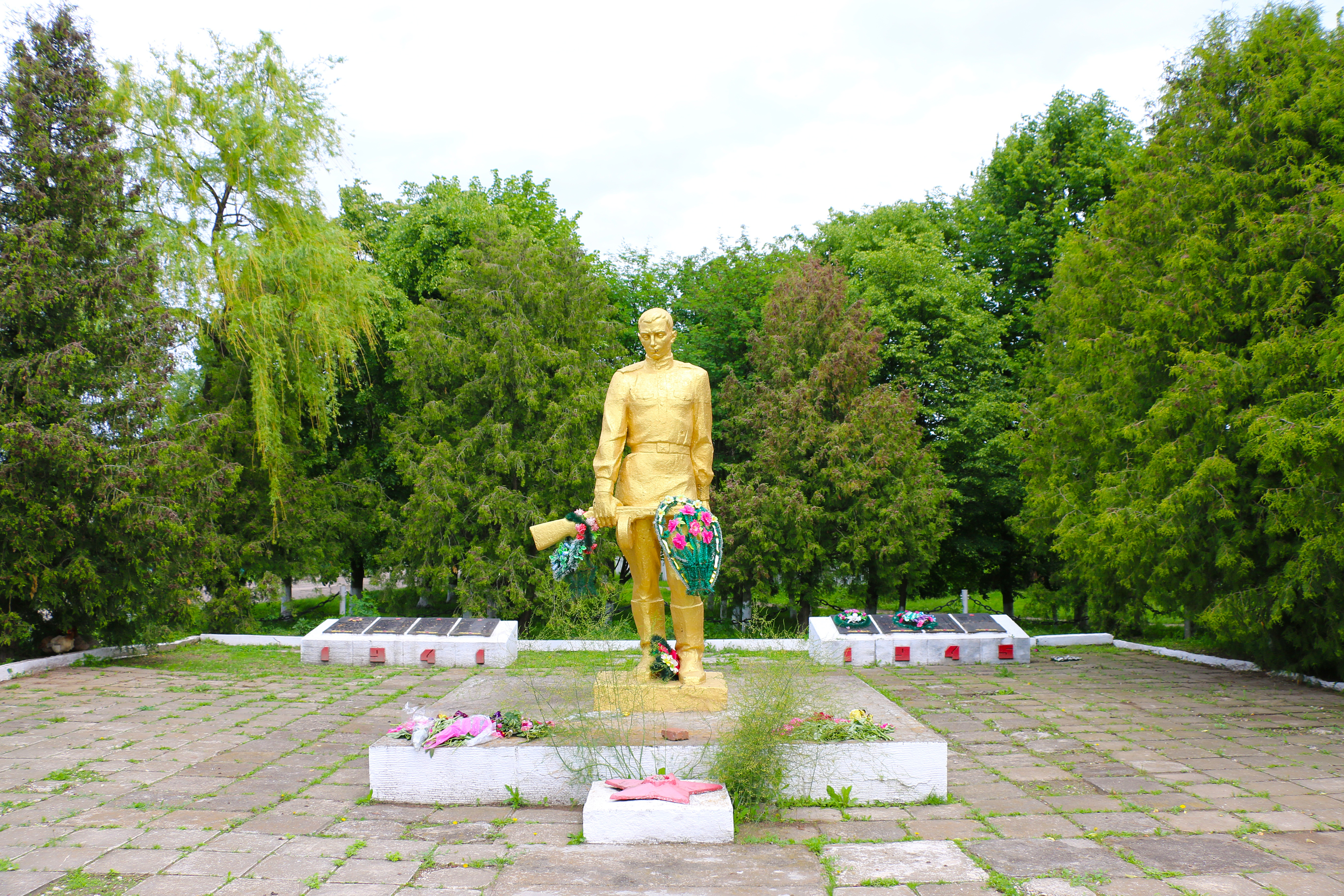
Пам’ятник воїнам–односельчанам

## Постаті
- Демчук Богдан Михайлович (1995—2022) — старший сержант збройних сил України, учасник російсько-української війни.